# 1FLTV
1FLTV är Liechtensteins enda TV-kanal. Den togs i bruk den 15 augusti 2008 och är på tyska.
Liechtenstein har alltid haft ett intresse av att delta i Eurovision Song Contest, men detta har inte varit möjligt eftersom landet inte har en TV-kanal för sina egna, vilket kan bli möjligt då kanalen skickade in sin ansökan till Europeiska radio- och TV-unionen i juli 2010 den blev inte godkänd. Till Eurovision Song Contest 2011, 2012 och 2013 försökte de bli medlemmar igen men EBU godkände inte ansökan.